# Sidney Pugh
Sidney James Pugh (* 10. Oktober 1919 in Welling; † 15. April 1944 bei Abbots Bromley) war ein englischer Fußballspieler in Diensten des FC Arsenal.

## Karriere
Sidney Pugh unterschrieb am 26. April 1936 als Amateur beim FC Arsenal und verbrachte die folgende Saison 1936/37 zumindest zeitweise beim FC Nunhead in der Isthmian League und reiste mit dem Klub über Ostern 1937 für einige Freundschaftsspiele auch nach Nordfrankreich. Die Spielzeit 1937/38 verbrachte er beim FC Margate, dem offiziellen Ausbildungsverein (im engl. nursery club) des FC Arsenal, in der Kent League. Pugh absolvierte alle 42 Pflichtspiele des Klubs in dieser Saison und gewann neben der Ligameisterschaft auch die Partie um die Meisterschaft der Southern League gegen Ipswich Town, aus der sich Margate nach der Vorsaison zurückgezogen hatte.
Unmittelbar nach Saisonende unterzeichnete er am 7. Mai 1938 beim FC Arsenal einen Profivertrag. In der Folgezeit spielte Pugh regelmäßig für das Reserveteam in der Southern League und der London Combination, bevor er am 8. April 1939 (Karfreitag) bei einem 2:1-Auswärtssieg gegen Birmingham City zu seinem einzigen Einsatz in der Football League First Division kam. Auch für das folgende Heimspiel am Ostermontag gegen den FC Blackpool war Pugh vorgesehen und stand im bereits vorab gedruckten Stadionheft in der Aufstellung, ein in der Partie gegen Birmingham erlittener Beinbruch machte einen Einsatz aber unmöglich. Nur wenige Monate später sorgte der Ausbruch des Zweiten Weltkriegs für die Einstellung des regulären Spielbetriebs. In den kriegsbedingten Ersatzwettbewerben spielte er erstmals am 28. September 1940 als Gastspieler für Bradford City in der regionalen Wartime League, in den Spielzeiten 1942/43 und 1943/44 kam er zudem zu 39 Einsätzen (3 Tore) für Northampton Town.
Pugh war als Flying Officer (entspricht etwa dem Rang eines Oberleutnants) auf dem RAF-Stützpunkt Hixon stationiert, als er sich am 15. April 1944 an Bord einer Vickers Wellington für einen Nachtübungsflug befand. Wenige Minuten nach dem Start stürzte das Flugzeug infolge einer Kollision mit einem Hügel in der Nähe eines Weilers bei Abbots Bromley ab; keines der fünf Crew-Mitglieder überlebte den Unfall. Pugh wurde im Familiengrab im walisischen Llanharan beigesetzt; er war einer von neun Arsenal-Spielern, die während ihres Militärdienstes im Zweiten Weltkrieg ums Leben kamen.